# 西沢智治
西沢 智治（にしざわ ともはる、1970年7月21日 - ）は、日本の俳優、スーツアクター、スタントマン、殺陣師。東京都出身。身長173cm。体重64kg。アーバンアクターズ所属。

## 担当作品
- 吉祥天女（2006年） - 技斗
- アルバイト探偵（アイ）（2005年） - スタント

## 出演

### 映画
- 凶銃・戻り道はない（1997年）
- ズッコケ三人組 怪盗X物語（1998年）
- 金融腐蝕列島〔呪縛〕（1999年） - チンピラ 役
- ウルトラマンティガ THE FINAL ODYSSEY（2000年）
- 血を吸う宇宙（2001年） - 囚人 役
- 実録・安藤組外伝 餓狼の掟（2002年）
- やくざの詩 OKITE 掟（2003年）
- 天使の牙B.T.A.（2003年）
- 座頭市（2003年） - 銀蔵一家のチンピラ 役
- 海猫（2004年）
- 極道の妻たち・RESURRECTION（2005年）
- 仮面ライダーシリーズ
  - 劇場版 仮面ライダーディケイド オールライダー対大ショッカー（2009年）
  - オーズ・電王・オールライダー レッツゴー仮面ライダー（2011年）
- 相棒
  - 相棒 -劇場版II- 警視庁占拠! 特命係の一番長い夜（2010年）
  - 相棒シリーズ X DAY（2013年）
  - 相棒 -劇場版III- 巨大密室! 特命係 絶海の孤島へ（2014年）
  - 相棒 -劇場版IV- 首都クライシス 人質は50万人! 特命係 最後の決断（2017年）
- スーパーヒーロー大戦シリーズ
  - 仮面ライダー×スーパー戦隊 スーパーヒーロー大戦（2012年）
  - 平成ライダー対昭和ライダー 仮面ライダー大戦 feat.スーパー戦隊（2014年）
- アウトレイジ ビヨンド（2012年）
- 北のカナリアたち（2012年）
- シン・ゴジラ（2016） - 応援スタッフ
- 半世界（2019年） - 久島 役

### テレビドラマ
TBS・MBS
- ウルトラマンダイナ（1998年）
  - 第31話「死闘! ダイナVSダイナ」 - 宇宙格闘士グレゴール人[1]
  - 第32話「歌う探査ロボット」 - モンスターマシン サタンラブモス[1]
  - 第37話「ユメノカタマリ」 - 住民
- 日立 世界・ふしぎ発見! - 坂本龍馬篇

フジテレビ
- Fighting Girl（2001年）
- ダブルスコア（2002年）
- もう誘拐なんてしない（2012年）
- GTO完結編〜さらば鬼塚! 卒業スペシャル〜（2013年）

テレビ朝日
- 相棒
  - season 1（2002年） - 共犯者
  - season 3（2005年） - 警官
  - season 7（2009年） - 山岸正一
  - season 8（2010年） - 警官、そば屋
  - season 9（2011年） - 捜査官
  - season 13（2014年） - 警官
  - season 14（2016年） - 瀬川亮スタント
  - season 17（2019年） - 蠍龍会組員、誘拐犯
  - season 18（2019年 - 2020年） - 捜査員、誘拐犯
  - season 19（2020年） ‐ 宮原隆史
  - season 20（2022年） - 翁門会組員
  - season 21（2023年）
- 明智小五郎VS金田一耕助（2005年）
- はるか17（2005年）
- ハラハラ刑事2（2005年） - チンピラ
- 松本清張 けものみち（2006年）
- 吉祥天女（2006年） - 松本 ※第3・5話では殺陣も担当
- 警視庁捜査一課9係 season1（2006年） - 公安
- ホテリアー（2007年）
- 鹿鳴館（2008年）
- 検事・鬼島平八郎（2010年） - 梶井靖史
- 西村京太郎トラベルミステリー57「特急スーパービュー踊り子連続殺人」（2012年）
- 最も遠い銀河（2013年）
- 遺留捜査スペシャル（2013年）
- 烈車戦隊トッキュウジャー（2014年）

BS-i
- 双方向冒険活劇「トレジャー!」（2000年）

BSジャパン
- 刑法第三十九条 フラッシュ・バック（2001年）

WOWOW
- 幻夜（2010年）

### Vシネマ
- カポネ
- 極道の妻たち 地獄の道づれ（2001年）
- 捌き屋
- 新・静かなるドン
- 東京マフィア
- 漂泊者

### 舞台
- 魔笛（2010年）

### イベント
- 東京モーターショー「トラフィック戦隊アンゼンジャー」ショー